# Hoplismenus infulatus
Hoplismenus infulatus là một loài tò vò trong họ Ichneumonidae.